# Pedicularis exaltata
Pedicularis exaltata är en snyltrotsväxtart som beskrevs av Wilibald Swibert Joseph Gottlieb von Besser. Pedicularis exaltata ingår i släktet spiror, och familjen snyltrotsväxter. Inga underarter finns listade i Catalogue of Life.